# Đăng Văn Quang
Le lieutenant-général Đăng Văn Quang, né le 21 juin 1929 à Sóc Trăng et mort le 15 juillet 2011 à Sacramento, aussi connu sous le nom de Fat Quang, est un officier de l'armée de la République du Vietnam qui a servi comme conseiller spécial du président Nguyễn Văn Thiệu du Sud-Vietnam.

## Carrière
Đăng Văn Quang commence comme sous-officier dans l'armée coloniale française et il est promu aide de camp de l' empereur Bảo Đại, puis commandant de sa garde personnelle. Il est également chargé de la gestion des ressources de Nguyễn Văn Thiệu qui le nomme général de brigade.
Il commande la 21e division du 1er juin 1964 au 20 janvier 1965, date à laquelle il est promu au grade de lieutenant général.
Il est commandant du IVe Corps, qui contrôle la région du delta du Mékong, en remplacement de Nguyễn Văn Thiệu , qui devient chef de l'État, jusqu'au 23 novembre 1966, date à laquelle, à la demande du Premier ministre Nguyễn Cao Kỳ, il est remplacé par le général de division Nguyen Van Manh. Il devient ensuite conseiller spécial du président Nguyễn Văn Thiệu , servant comme conseiller spécial pour les affaires militaires de 1968 à 1969 puis comme conseiller à la sécurité nationale et au renseignement de 1969 à 1975.
Selon Frank Snepp, Đăng Văn Quang est une importante source d'informations pour la Central Intelligence Agency (CIA) au sein du gouvernement sud-vietnamien. Cependant, après la bataille de Ban Me Thuot en mars 1975, il n'a pas informé la CIA du plan de Nguyễn Văn Thiệu d'abandonner les hauts plateaux, mettant en péril l'évacuation des Américains et de leur personnel sud-vietnamien,.
Le 29 avril 1975, il se présente à l'ambassade des États -Unis où il est évacué du pays dans la journée.

## Réputation
Il est accusé d'être l'officier le plus corrompu du Sud-Vietnam. En 1975, alors que les Nord-Vietnamiens envahissent le pays, il aurait demandé un pot-de-vin de 5 000 dollars pour la délivrance d'un visa de sortie, montant à 20 000 dollars à l'approche de la chute de Saigon,.Il est accusé d'être impliqué dans le trafic d'héroïne, cependant, ces allégations sont contestées,.